# 이재영 (1956년)
이재영(李在暎, 1956년 8월 24일~)은 대한민국의 정치인이다. 2012년 제19대 국회의원(평택시 을)에 당선되었다. 2014년 1월 16일, 대법원에서 당선무효가 확정 판결되면서 의원직을 상실하였다. 경기도 평택시 출생이다.

## 학력
- 안중국민학교 졸업
- 안중중학교 졸업
- 성지고등학교 졸업
- 용인대학교 유도학과 졸업
- 용인대학교 경영대학원 졸업

## 경력
- 1995~현재 한국청년회의소 경기지구회장
- 평택고등학교 운영위원회 위원장
- 안중중학교 운영위원회 위원장
- 안중종합고등학교 운영위원회 위원장
- 안중제일신용협동조합이사장
- 국제라이온스 354-B지구회위원장
- 보이스카웃경기연맹이사
- 한나라당 경기도지부 부위원장
- 민주평화통일자문회의 자문위원
- 경기문화재단 이사
- 한나라당 수석부대표
- 2002.07~2006.06 제6대 경기도의회 의원
- 2002.07~2004.07 제6대 경기도의회 전반기 의회운영위원회 간사
- 2002.07~2004.07 제6대 경기도의회 전반기 문화여성공보위원회 위원
- 2002.11~2006.02 제6대 경기도의회 평택항권광역개발추진특별위원회 간사
- 2004.07~2006.06 제6대 경기도의회 후반기 의회운영위원회 위원
- 2004.07~2006.06 제6대 경기도의회 후반기 문화여성공보위원회 위원
- 2004.07~2006.06 제6대 경기도의회 후반기 예산결산특별위원회 위원
- 2012.05~2014.01 제19대 새누리당 국회의원(경기 평택시 을)

## 의정 활동

### 19대
- - 국회 문화체육관광방송통신위원회 위원
  - 국회 예산결산특별위원회 위원

## 역대 선거 결과
|  | 55.00% |

|  | 44.94% |